# Rembrandt en ik
Rembrandt en ik is een Nederlandse miniserie over de kunstschilder Rembrandt van Rijn. "Ik" verwijst naar het personage waarmee Rembrandt iedere aflevering nauw verbonden is, namelijk collega Jan Lievens, echtgenote Saskia van Uylenburgh, collega Govert Flinck en dochter Cornelia. De serie bestaat uit vier afleveringen van ongeveer een uur.
De auteur Ton van Mourik schreef op basis van de scripts het gelijknamige boek Rembrandt en Ik (uitgeverij Plateau). Terwijl hij de rode draad van de serie erin volgde, bevat het boek veel meer scènes, taferelen en aanvullende dialogen die het beeld van Rembrandts roerige persoonlijk leven verder verduidelijken.